# Özcan Köksoy
Özcan Köksoy (Isztambul, 1940 – Isztambul, 2022. március 23.) válogatott török labdarúgó, hátvéd.

## Pályafutása

### Klubcsapatban
1959 és 1961 között a Fatih Karagümrük, 1961 és 1969 között a Fenerbahçe labdarúgója volt. A Fenerbahçe csapatával három török bajnoki címet és egy kupagyőzelmet ért el.

### A válogatottban
1965. április 19-én egy alkalommal szerepelt a török válogatottban a portugál válogatott ellen. Az ankarai világbajnoki selejtező-mérkőzésen 1–0-s portugál győzelem született.

## Sikerei, díjai
Fenerbahçe
- Török bajnokság
  - bajnok (3): 1963–64, 1964–65, 1967–68
- Török kupa
  - győztes: 1968

## Statisztika

### Mérkőzése a török válogatottban
| Törökország | Törökország       | Törökország              | Törökország | Törökország | Törökország | Törökország  | Törökország | Törökország |
| #           | Dátum             | Helyszín                 | Hazai       | Eredmény    | Vendég      | Kiírás       | Gólok       | Esemény     |
| ----------- | ----------------- | ------------------------ | ----------- | ----------- | ----------- | ------------ | ----------- | ----------- |
| 1.          | 1965. április 19. | Ankara, 19 Mayıs Stadion | Törökország | 0 – 1       | Portugália  | vb-selejtező | -           |             |
|             | Összesen          |                          |             | 1           | mérkőzés    |              | 0           | gól         |